# Rhododendron 'Blue Steel'
Rhododendron 'Blue Steel' — сорт низкорослых зимостойких вечнозелёных рододендронов. 

## Биологическое описание
Низкорослый вечнозелёный кустарник с шарообразной кроной. К 10-ти годам достигает 20 см в высоту и 50 см в ширину.
Листья зелёные, 12 х 5 мм.
Соцветия терминальные, несут около 3 цветков.
Цветки ярко-фиолетовые, около 2,6 см в диаметре. Распускаются в конце апреля—середине мая.

## В культуре
Выдерживает зимние понижения температуры до -26 °С.
Рекомендуется посадка на солнечных местах. Этот сорт рекомендуется для вересковых садов и альпинариев. 

## Потомки
- 'Night Sky' J.P.C. Russell, 1967            =('Blue Steel' × Russautinii Group)
- 'Matthias Reich' Wolfgang Reich, 1996  =('Josefa Blue' × 'Blue Steel')